# فتحية إيبراكن
فتيحة إيبراكن (من مواليد 3 أبريل 1986) هي لاعبة كرة يد جزائرية. تلعب في نادي سعيدة وفي المنتخب الجزائري . شاركت في بطولة العالم للسيدات لكرة اليد لعام 2013 في صربيا ، حيث احتلت الجزائر المركز 22.